# Archipel de Bakou
L'archipel de Bakou est un groupe d'îles côtières de l'Azerbaïdjan dans la baie de Bakou, sur la côte ouest de la mer Caspienne. Ces iles sont d'origine tectonique.
Sauf celles qui ont des installations, les îles de l'archipel de Bakou sont inhabitées. 
Toutes les îles, sauf İqnat Daşı, ont un nom azéri et un nom russe. Le nom « Zirə » vient du mot arabe pour île, « Jazīra ».

## Les îles
Les îles de l'archipel sont:
- Böyük Zirə (Russe: Nargin) est la plus grande île de l'archipel. Elle fait 3,1 km de long et 900 m de large. Il y a très peu de végétation sur cette île et la côte nord à des falaises verticales. Il y a un phare sur l'île depuis 1814. Nargin était une zone militaire soviétique du temps où l'Azerbaïdjan faisait partie de l'URSS.
- Daş Zirə (Vulf) cette petite île de 1 km² est presque dépourvue de végétation. Elle est très polluée par le pétrole et entourée d'eaux très peu profondes.
- Kiçik Zirə (Qum), ou île des sables.
- Zənbil (Duvanniy), il y a un volcan de boue sur cette petite île de 0,4 km². Son nom « Duvanni », qui veut dire « argent » en russe, doit son origine à Stenka Razine.
- Səngi Muğan (Svinoy), une bataille navale a eu lieu près de Svinoy en 1669 au cours de laquelle la flotte du chah séfévide de Perse, Süleyman Ier, a été vaincue par les Cosaques russes. La Baie Sud de l'île Svinoy est un endroit idéal pour l'archéologie sous-marine[1]. À Svinoy il y a une station automatique pour mesurer la pollution des eaux[2]. Il ne faut pas confondre cette île avec l'île Svínoy aux îles Féroé.
- Çikil (Oblivnoi); très polluée.
- Qara Su (Los) fait 900 m de longueur et 600 m de largeur. Il y a des installations d'extraction de gaz abandonnées sur l'île.
- Xərə Zirə (Bulla) Les installations d'extraction de gaz « Bulla Deniz » étaient jadis les plus importantes de l'Azerbaïdjan. On trouve certains minéraux comme l’akdalaïte et l’aluminium parmi les sables. Il y a aussi un volcan de boue sur cette île. En 1973 un employé, Mamedov, a trouvé 21 « mystérieuses » sphères d’un diamètre de 60-70 mm[3].
- İqnat Daşı
- Gil Adası (Glinyanyy)

## Écologie
La végétation des îles est très abîmée par la pollution due aux puits de pétrole dans la baie.
Les eaux sont peu profondes. On trouve des esturgeons là ou elles ne sont pas trop polluées.
Les côtes des îles de l'Archipel fournissaient jadis un habitat idéal pour les phoques de la Caspienne (Pusa caspica).
La faible présence humaine fait que certains oiseaux qui fréquentent la Baie de Bakou trouvent refuge sur ces îles. Les plus communs sont la sarcelle d'hiver, le goéland argenté, et le grèbe huppé.